# Douwe Amels

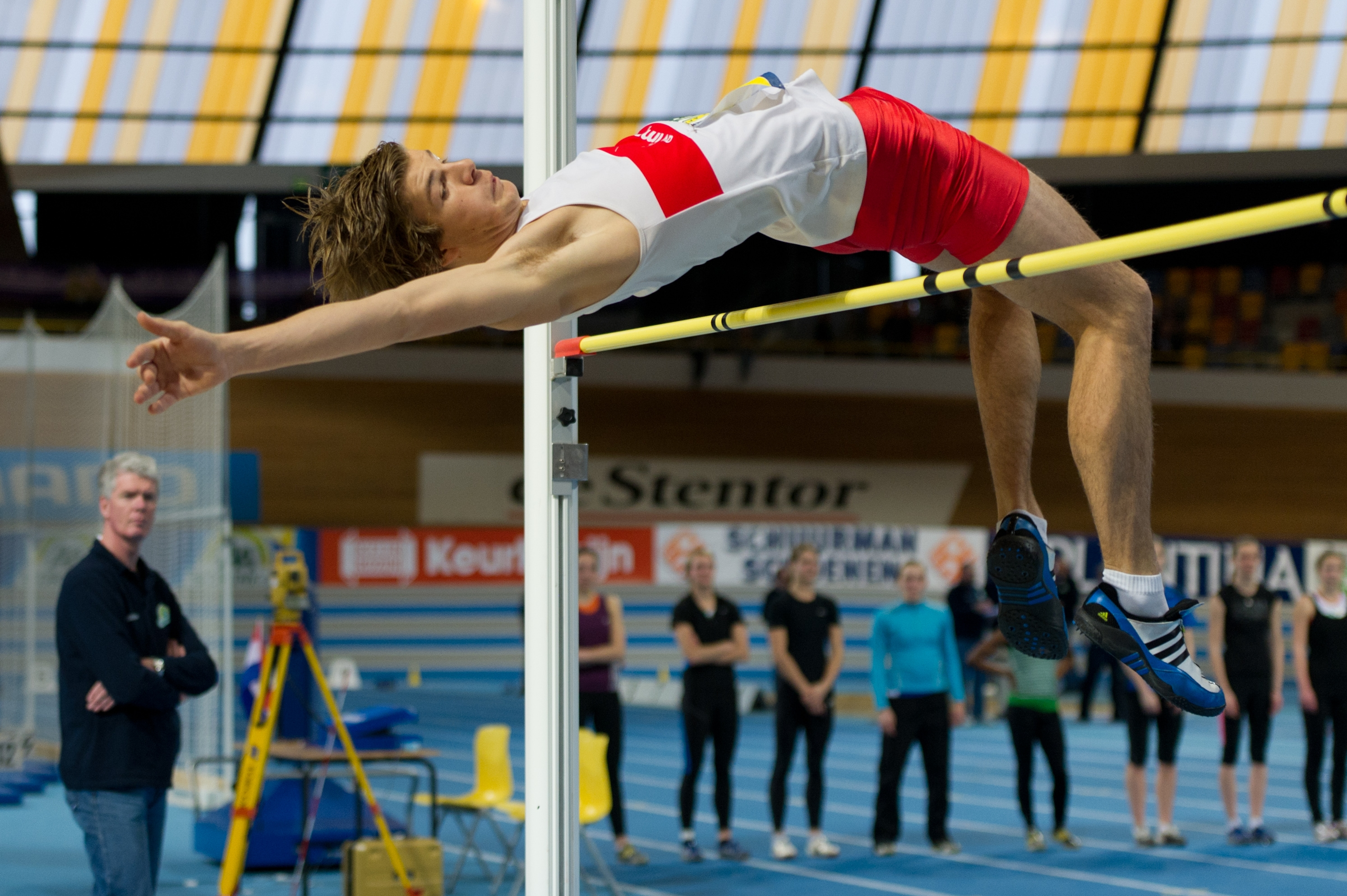
Douwe Amels in actie tijdens de NK indoor van 2011, het toernooi waarop hij zijn eerste nationale titel bij de senioren veroverde.

Douwe-Jorn Amels (Drachten, 16 september 1991) is een Nederlandse atleet, die zich heeft toegelegd op het hoogspringen. Op dit atletiekonderdeel veroverde hij twee Nederlandse jeugdtitels en evenaarde hij in 2010 met 2,16 m het Nederlandse indoorrecord bij de junioren, daterend uit 1992. In 2011 werd hij voor de eerste maal kampioen bij de senioren, zowel in- als outdoor. In 2013 veroverde hij het Nederlandse record voor neo-senioren met 2,28 m en werd hij Europees kampioen in deze categorie. Tien jaar later had hij achttien nationale titels bij de senioren op zijn naam geschreven en zette hij de kroon op zijn carrière door Europees indoorkampioen te worden met een sprong over 2,31, een evenaring van het Nederlandse record uit 2002. In 2025 beëindigde hij z'n sportieve carrière.

## Biografie

### Jeugdtitels en eerste internationale kampioenschap
Amels, die lid was van AV Impala in Drachten, gaf voor het eerst in 2010 duidelijk blijk van zijn talent. Naast de evenaring van het nationale indoorjeugdrecord en de indoortitel bij de junioren die hij hiermee veroverde, sprong hij later dat seizoen buiten over 2,15, hiermee aantonend dat zijn eerdere indoorprestatie geen uitschieter was geweest. Hij werd dat seizoen dan ook afgetekend Nederlands outdoorkampioen bij de junioren, waarbij hij met zijn winnende sprong van 2,12 letterlijk met kop en schouders uitstak boven zijn concurrenten, van wie verder niemand de 2-metergrens wist te passeren.
Vanwege zijn opvallende prestaties werd Amels later dat seizoen uitgezonden naar de wereldkampioenschappen voor junioren in het Canadese Moncton, waar hij in de kwalificatie tot een beste sprong kwam van 2,14. Aangezien hij deze hoogte pas bij zijn derde poging haalde, miste hij de finale. Twee concurrenten in zijn kwalificatiegroep, die reeds bij hun eerste poging over 2,14 waren gesprongen, gingen wel door.

### 2011: Nederlands kampioen bij de senioren
In 2011 startte Amels voortvarend door in zijn allereerste seniorenjaar het allerhoogste op nationaal niveau te bereiken: op de Nederlandse indoorkampioenschappen in Apeldoorn werd hij na een strijd met Jan Peter Larsen met 2,13 kampioen.
Vervolgens kwam hij aan het begin van het outdoorseizoen al tot 2,18, waarmee de Fries zich kwalificeerde voor de Europese kampioenschappen voor neosenioren in Ostrava. Daar wachtte hem een teleurstelling: hij bleef in de kwalificatie steken op 2,08. Dit omschreef hij op Twitter als "Een waardeloze wedstrijd".
Op sportieve wijze nam hij daarna wraak door op de Nederlandse kampioenschappen kampioen te worden met 2,16, waarbij hij Larsen, een atleet met negen nationale titels op zijn palmares, evenals in februari afgetekend versloeg.

### 2012: Wederom Nederlands kampioen
Het indoorseizoen 2012 was voor Amels zeer succesvol, hij verbeterde in Leverkusen tijdens de West-Duitse indoorkampioenschappen buiten mededinging zijn persoonlijk record naar 2,22 en werd opnieuw Nederlands indoorkampioen bij de senioren na een bloedstollende tweestrijd met Larsen: Amels had op 2,02 een extra poging nodig en Larsen maakte geen fouten. Het kampioenschap werd uiteindelijk door Amels in de laatste poging op 2,21 in zijn voordeel beslist.
Ook bij de NK baan in Amsterdam prolongeerde hij zijn titel, ditmaal met een hoogte van 2,18.

### 2013: Goud op EK U23 en NK, plus deelname aan WK
Begin februari 2013 kwalificeerde Amels zich tijdens indoorwedstrijden in het Belgische Gent met een hoogte van 2,18 voor de Europese kampioenschappen U23, die van 11 tot 14 juli 2013 werden gehouden in Tampere, Finland. Na een moeizame start van het indoorseizoen groeide de Friese hoogspringer langzaam maar zeker naar zijn vorm van het jaar ervoor toe.
Tijdens de NK indoor in Apeldoorn veroverde Amels in 2013 de zilveren medaille. Het werd vanaf de hoogte van 2,06 weer een tweestrijd met Larsen die, net als in voorgaande jaren, een spannend verloop kende. Dit keer werd de strijd beslecht in het voordeel van Larsen, die kampioen werd met een hoogte van 2,21, na een foutsprong van Amels op 2,21 en vervolgens twee vergeefse pogingen om 2,24 te overbruggen.
Tijdens de EK U23 in Tampere op 12 juli 2013 kwalificeerde Amels zich met een hoogte van 2,20 als derde springer voor de finale. Hierin ontwikkelde zich twee dagen later een uiterst boeiende strijd, waarbij Amels tot 2,21 wat foutpogingen had verzameld en op 2,24 twee pogingen nodig had. Op 2,26 brandde de echte strijd om de medailles pas los met nog vijf man in de wedstrijd. Daarbij deed Amels goede zaken door in één keer over deze hoogte te gaan, die uiteindelijk door vier deelnemers werd gehaald. Amels stond door zijn eerdere foutpogingen op dat moment op de vierde plaats. Met de lat op 2,28 haalde Amels vervolgens de wedstrijd naar zich toe door ook deze hoogte in één keer te overbruggen, iets wat door geen van zijn tegenstanders werd herhaald. Uiteindelijk was alleen de Rus Daniyil Tsjyplakov in staat om in zijn derde poging 2,28 te halen. Op 2,30 faalden beide hoogspringers, temeer omdat het intussen was beginnen te regenen en daarmee had de Nederlander het goud zekergesteld. Hij had daarmee drie keer zijn persoonlijke record verbeterd van 2,21 naar 2,28, wat tevens een nationaal U23 record was.
Nauwelijks terug in Nederland veroverde Amels in het volgende weekend voor de derde keer op rij de nationale hoogspringtitel tijdens de NK in het Amsterdamse Olympisch Stadion, weer in een tweestrijd met Larsen, ditmaal met een hoogte van 2,21.
Met het goud in Tampere had Amels ook de IAAF B-limiet (2,28) voor deelname aan de wereldkampioenschappen in Moskou behaald. De selectie voor dit toernooi door de Atletiekunie kwam echter toch nog onverwacht, omdat de AU-limiet 2,29 was. Tijdens deze wereldkampioenschappen bleef Amels in de kwalificatie steken op een hoogte van 2,17. Aan zijn EK U23 goud hield Amels een B-status van NOC*NSF voor een jaar over.

### 2014: NK indoor en outdoor, geen EK
Tijdens de NK indoor in Apeldoorn veroverde Amels voor de derde keer de titel bij het hoogspringen. Na te zijn begonnen op een aanvangshoogte van 2,10, werd hij uiteindelijk kampioen met een sprong over 2,18. Vervolgens probeerde hij drie maal over de limiethoogte van 2,26 voor de Europese kampioenschappen in Zürich te komen, maar die pogingen mislukten.
Ook op 26 juni 2014 tijdens de NK in het Olympisch Stadion te Amsterdam werd de titel door Amels veroverd. Op de hoogte van 2,14 was hij al kampioen, maar hij verbeterde zich vervolgens nog tot 2,18. Het weer bedierf hier zijn limietpoging op 2,26 voor de EK in Zürich.
Amels zag in 2014 mede door nogal wat slecht weer tijdens wedstrijden in Brussel, Viersen en Amsterdam geen kans om de EK-limiet te halen; zijn internationale deelname bleef dit jaar daarom beperkt tot de Europacup voor Landenteams te Braunschweig.

### 2015: NK indoor geen NK outdoor, geen WK, blessureleed
Amels begon, geplaagd door een rugblessure, aan het indoorseizoen. Met een matige 2,12 werd hij desondanks voor de vierde keer Nederlands indoorkampioen in Apeldoorn. Het outdoorseizoen begon hij in mei met het winnen van de Ter Specke Bokaal in Lisse met een sprong over 2,24. Het was gelijk zijn beste seizoenprestatie, want na een evenaring in Keulen bleek de limiet voor de WK in Peking dit seizoen niet haalbaar. Die zomer besloot Amels vervolgens om lid te worden van AV Ilion in Zoetermeer. De jacht op de WK-limieten hield hem op de NK in Amsterdam ook van de nationale titel af. Clubgenoot bij Ilion en rivaal op NK's Jan Peter Larsen wist hem tijdens de titelstrijd in Amsterdam weer eens onverwacht te verschalken.
Nog in 2015 besloot Amels van trainer te wisselen en voortaan bij Hans Jorg Thomaskamp in Leverkusen te trainen. In het najaar van 2015 werd hij vervolgens aan zijn enkel geopereerd.

### 2016: Geen EK- en OS-kwalificatie, aanhoudend blessureleed
Na een winter van revalidatie leverde Amels op 24 juni 2016 zijn beste seizoenprestatie in Bühl, Duitsland. Met 2,18 haalde hij de door hem zo gewenste limiet voor de EK in Amsterdam en de Olympische Spelen in Rio niet. In het najaar van 2016 werd hij opnieuw aan zijn enkel geopereerd.

### 2017: Nogmaals een revalidatiejaar en de beslissing om fulltime atleet te worden
Na weer een winter revalideren kwam Amels tijdens de Hochsprong Meeting in Keulen op 19 juli 2017 met 2,20, tot zijn beste seizoenprestatie. In september 2017 nam Amels de beslissing om zijn baan als zuidasadvocaat op te zeggen en fulltime atleet te worden.

### 2018: Kwalificatie voor de EK Berlijn, NK indoor, NK Outdoor en 8e op het EK
Na een ononderbroken winterseizoen te hebben kunnen trainen, sprong Amels indoor tijdens de Reihnlandse Meisterschaften in Leverkusen op 20 januari 2,26 hoog. Met deze hoogte kwalificeerde hij zich voor de EK te Berlijn in augustus. Op 17 februari werd hij met 2,21 vervolgens Nederlands indoorkampioen in Apeldoorn.
Amels begon het outdoorseizoen sterk door op 13 mei in Garbsen tweede te worden met 2,26. Op 24 juni werd hij in Utrecht met 2,20 Nederlands outdoorkampioen. Tijdens de EK in Berlijn plaatste hij zich op 9 augustus tijdens de kwalificatieronde met foutloze sprongen tot en met 2,21 voor de finale. Twee dagen later werd hij in een met 60.000 toeschouwers volgepakt Olympiastadion met 2,19 achtste. Aan zijn achtste plaats tijdens de EK hield Amels een selectiestatus van een jaar van het NOC*NSF over. Eind 2018 werd hij opnieuw lid van AV Impala in Drachten.
Amels sloot het jaar 2018 af als 33e van de World Ranking met in deze ranking nog steeds de Russen Lysenko en Yukov boven hem die wegens doping overtredingen geschorst zijn.

### 2019: Geen NK Indoor, NK Outdoor, deelname aan het WK in Doha
Tijdens zijn eerste indoorwedstrijd in Leverkusen blesseerde Amels zich tijdens zijn sprong over 2,22. Hierna beëindigde hij zijn indoorseizoen. Op zondag 28 juli 2019 werd Amels voor de zesde keer Nederlands outdoorkampioen hoogspringen in Den Haag met 2,23.
In augustus kwalificeerde hij zich met een sprong over 2,28 in Zoetermeer voor de wereldkampioenschappen in Doha. Hier werd hij op 1 oktober 19e in de kwalificatie met een sprong over 2,22.
Amels sluit het jaar 2019 af als 36e in de World Ranking, met de Wit Rus Nabokau nog op de 20e plaats die is geschorst wegens een doping overtreding.

### Overig
Amels woonde vanaf 2016 in Leverkusen en behaalde in oktober 2016 zijn mastertitel ondernemingsrecht aan de Erasmus Universiteit in Rotterdam.
In september 2020 woonde Amels in Delft en ging weer trainen in Zoetermeer, dit keer bij Marlies Larsen. 

## Kampioenschappen

### Internationale kampioenschappen
| Onderdeel    | Titel                   | Jaar |
| ------------ | ----------------------- | ---- |
| hoogspringen | Europees kampioen U23   | 2013 |
| hoogspringen | Europees indoorkampioen | 2023 |

### Nederlandse kampioenschappen
Outdoor
| Onderdeel    | Jaar                                                             |
| ------------ | ---------------------------------------------------------------- |
| hoogspringen | 2011, 2012, 2013, 2014, 2018, 2019, 2020, 2021, 2022, 2023, 2024 |

Indoor
| Onderdeel    | Jaar                                                             |
| ------------ | ---------------------------------------------------------------- |
| hoogspringen | 2011, 2012, 2014, 2015, 2018, 2020, 2021, 2022, 2023, 2024, 2025 |

## Persoonlijke records
| Onderdeel              | Prestatie       | Datum        | Plaats    |
| ---------------------- | --------------- | ------------ | --------- |
| hoogspringen (outdoor) | 2,28 m          | 14 juli 2013 | Tampere   |
| hoogspringen (indoor)  | 2,31 m (ev. NR) | 5 maart 2023 | Istanboel |

## Palmares

### hoogspringen
- 2010:  NK indoor - 2,13 m
- 2010: 9e in kwal. WJK – 2,14 m
- 2011:  NK indoor – 2,13 m
- 2011: 6e in kwal. EK U23 – 2,08 m
- 2011:  NK - 2,16 m
- 2012:  NK indoor - 2,21 m
- 2012:  Ter Specke Bokaal te Lisse - 2,14 m
- 2012:  Gouden Spike - 2,05 m
- 2012:  NK - 2,18 m
- 2013:  NK indoor - 2,14 m
- 2013:  EK U23 - 2,28
- 2013:  NK - 2,21 m
- 2013: 12e in kwal. WK - 2,17 m
- 2014:  NK indoor - 2,18 m
- 2014: 10e FBK Games - 2,19 m
- 2014:  NK - 2,18 m
- 2015:  NK indoor - 2,12 m
- 2015:  Ter Specke Bokaal - 2,24 m (tevens winnaar prestatieprijs)
- 2015: 9e FBK Games - 2,15 m
- 2015:  NK - 2,16 m
- 2016:  NK - 2,14 m
- 2018:  NK indoor - 2,21 m
- 2018:  NK - 2,20 m
- 2018: 8e EK - 2,19 m
- 2019:  NK - 2,23 m
- 2019: 19e in de kwal. WK - 2,22 m
- 2020:  NK indoor – 2,15 m
- 2020:  NK - 2,06 m
- 2021:  NK indoor – 2,20 m
- 2021:  NK - 2,21 m
- 2022:  NK indoor - 2,18 m
- 2022:  NK - 2,16 m
- 2023:  NK indoor - 2,24 m
- 2023:  EK indoor - 2,31 m (ev. NR)
- 2023:  NK - 2,20 m
- 2024:  NK indoor - 2,16 m
- 2024: 11e EK - 2,17 m (in kwal. 2,21 m)
- 2024:  NK - 2,16 m
- 2025:  NK indoor - 2,13 m
- 2025: 15e in de kwal. EK indoor - 2,13 m

Diamond League-resultaten
- 2023: 4e Stockholm Bauhaus Athletics - 2,12 m